# Cantó de Vic de Bigòrra
El cantó de Vic de Bigòrra és un cantó francès del departament dels Alts Pirineus, enquadrat al districte de Tarbes. Té 15 municipis i el cap cantonal és Vic de Bigòrra.

## Municipis
- Vic de Bigòrra
- Andrest
- Artanhan
- Caishon
- Camalèrs
- Escaunets
- Marçac
- Nolhan
- Pujòu
- Sent Leser
- Sanós
- Siarroi
- Talasac
- Vilanava
- Vièlanava

## Història
| Data d'elecció                           | Identitat     | Partit                       | Qualitat |
| ---------------------------------------- | ------------- | ---------------------------- | -------- |
| 1985-                                    | Claude Miqueu | PS, després DVG, després PRG |          |
| les dades anteriors no són pas conegudes |               |                              |          |
|                                          |               |                              |          |

## Demografia
| 1962  | 1968  | 1975  | 1982  | 1990  | 1999  | 2006  |
| ----- | ----- | ----- | ----- | ----- | ----- | ----- |
| 7.383 | 8.044 | 8.367 | 8.593 | 9.450 | 9.211 | 9.842 |